# Nicola Stilo
Nicola Stilo (1956) is een Italiaanse multi-instrumentalist (o.m. fluit, gitaar en piano), die voornamelijk actief is in de jazz. In de jaren tachtig speelde hij veel met trompettist Chet Baker.

## Biografie
Stilo speelde vanaf 1974 in enkele folk-groepen en werkte daarna onder meer met Enrico Pieranunzi en Lilyan Terry. In de jaren tachtig speelde hij tot diens overlijden met Chet Baker. Hij trad met een eigen quintet op in Brazilië en had enkele duo's en andere groepen. In 1994 nam hij zijn eerste album op, een jaar later gevolgd door een plaat met onder meer pianist Danilo Rea en drummer Roberto Gatto. In 1997 ging hij voor het eerst samenwerken met Toninho Horta, wat resulteerde in twee platen. Hij leidde een trio en werkte samen met zangeres Barbara Casini en Silvia Donati. In 2007 speelde hij in Kopenhagen met drummer Alex Riel en trad met Hal Garper en Ray Drummond op tijdens het eerste Chet Baker Festival in Toronto. In 2008 leidde hij een Chet Baker-tribute in Italië, waaraan onder meer ex-Baker sidemen Philip Catherine en Riccardo Del Frà deelnamen. 
Stilo heeft niet alleen met jazzmusici gewerkt, maar ook popmuzikanten begeleid, waaronder Tullio De Piscopo, Gianni Morandi en Nicola Conte.

## Discografie (selectie)
als (co-)leider:
- Flute Connection, 1994
- Errate Corrige, 1995
- Duets (met Horta)
- Vira Vida (met Horta)
- Immagini

met Chet Baker:
- At Capolinea, Red Distr., 1983
- At Le Dreher (opnames 1980), Westwind Records, 2002

- Bibliothèque nationale de France: cb14230153j (data)
- Gemeinsame Normdatei: 134749723
- International Standard Name Identifier: 0000 0003 7877 7701
- Library of Congress Control Number: no2002095982
- MusicBrainz: 7055626b-1f22-455d-a3d7-ec603a73d8dc
- Nationale Bibliotheek van Israël: 987007349980005171
- Virtual International Authority File: 257125186
- WorldCat: E39PBJvhrRQw3MGkXQcF9PHV4q